# Cristina Flutur
Cristina Flutur (Iași, 1978) è un'attrice rumena.
Nel 2012 ha vinto il premio per la miglior attrice al Festival di Cannes per Oltre le colline assieme a Cosmina Stratan.